# Ringer-Europameisterschaften 1983
Die Ringer-Europameisterschaften 1983 fanden im April 1983 in der ungarischen Hauptstadt Budapest statt.

## Griechisch-römisch, Männer

### Ergebnisse

#### Kategorie bis 48 kg (Papiergewicht)
| Platz | Land        | Sportler           |
| ----- | ----------- | ------------------ |
| 1     | Bulgarien   | Bratan Tsenow      |
| 2     | Sowjetunion | Wassili Anikin     |
| 3     | Ungarn      | Csaba Vadász       |
| 4     | Deutschland | Markus Scherer     |
| 5     | Italien     | Vincenzo Maenza    |
| 6     | Polen       | Krzysztof Mudrecki |

Titelverteidiger: Wassili Anikin, UdSSR

#### Kategorie bis 52 kg (Fliegengewicht)
| Platz | Land        | Sportler             |
| ----- | ----------- | -------------------- |
| 1     | Ungarn      | Lajos Rácz           |
| 2     | Sowjetunion | Sergei Dydyjajew     |
| 3     | Polen       | Roman Kierpacz       |
| 4     | Bulgarien   | Mladen Mladenow      |
| 5     | Rumänien    | Constantin Alexandru |
| 6     | Türkei      | Erol Kemah           |

Titelverteidiger: Benur Paschajan, UdSSR

#### Kategorie bis 57 kg (Bantamgewicht)
| Platz | Land             | Sportler           |
| ----- | ---------------- | ------------------ |
| 1     | Bulgarien        | Emil Iwanow        |
| 2     | Griechenland     | Haralombos Holidis |
| 3     | Sowjetunion      | Wassili Fomin      |
| 4     | Ungarn           | Árpád Sipos        |
| 5     | Rumänien         | Nicolae Zamfir     |
| 6     | Tschechoslowakei | Josef Krysta       |

Titelverteidiger: Petar Balow, Bulgarien

#### Kategorie bis 62 kg (Federgewicht)
| Platz | Land                            | Sportler                   |
| ----- | ------------------------------- | -------------------------- |
| 1     | Bulgarien                       | Schiwko Wangelow Atanassow |
| 2     | Rumänien                        | Constantin Uță             |
| 3     | Sowjetunion                     | Alexander Litwinow         |
| 4     | Deutsche Demokratische Republik | Günter Reichelt            |
| 5     | Polen                           | Ryszard Swierad            |
| 6     | Tschechoslowakei                | Miroslav Starek            |

Titelverteidiger: Roman Nasibulow, UdSSR

#### Kategorie bis 68 kg (Leichtgewicht)
| Platz | Land        | Sportler        |
| ----- | ----------- | --------------- |
| 1     | Sowjetunion | Gennadi Ermilow |
| 2     | Polen       | Jerzy Kopański  |
| 3     | Finnland    | Tapio Sipilä    |
| 4     | Rumänien    | Ștefan Negrișan |
| 5     | Ungarn      | Istvan Peter    |
| 6     | Türkei      | Esat Metin      |

Titelverteidiger: Gennadi Ermilow, UdSSR

#### Kategorie bis 74 kg (Weltergewicht)
| Platz | Land             | Sportler       |
| ----- | ---------------- | -------------- |
| 1     | Ungarn           | Ferenc Kocsis  |
| 2     | Polen            | Andrzej Supron |
| 3     | Rumänien         | Ștefan Rusu    |
| 4     | Bulgarien        | Stojan Wasilew |
| 5     | Jugoslawien      | Karolj Kasap   |
| 6     | Tschechoslowakei | Fojtik         |

Titelverteidiger: Andrzej Supron, Polen

#### Kategorie bis 82 kg (Mittelgewicht)
| Platz | Land        | Sportler           |
| ----- | ----------- | ------------------ |
| 1     | Sowjetunion | Taimuras Abchasawa |
| 2     | Rumänien    | Ion Draica         |
| 3     | Polen       | Andrzej Malina     |
| 4     | Schweden    | Sören Claesson     |
| 5     | Ungarn      | Gyula Erdelyi      |
| 6     | Jugoslawien | Momir Petković     |

Titelverteidiger:  Janimow, UdSSR

#### Kategorie bis 90 kg (Halbschwergewicht)
| Platz | Land                            | Sportler         |
| ----- | ------------------------------- | ---------------- |
| 1     | Sowjetunion                     | Igor Kanygin     |
| 2     | Bulgarien                       | Atanas Komtschew |
| 3     | Rumänien                        | Ilie Matei       |
| 4     | Ungarn                          | Norbert Növényi  |
| 5     | Deutsche Demokratische Republik | Uwe Neupert      |
| 6     | Jugoslawien                     | Bernard Ban      |

Titelverteidiger: Igor Kanygin, UdSSR

#### Kategorie bis 100 kg (Schwergewicht)
| Platz | Land         | Sportler           |
| ----- | ------------ | ------------------ |
| 1     | Bulgarien    | Andrej Dimitrow    |
| 2     | Ungarn       | Tamás Gáspár       |
| 3     | Sowjetunion  | Wiktor Awdyschew   |
| 4     | Rumänien     | Vasile Andrei      |
| 5     | Griechenland | Georgios Pikilidis |
| 6     | Jugoslawien  | Josef Tertelj      |

Titelverteidiger: Andrej Dimitrow, Bulgarien

#### Kategorie über 100 kg (Superschwergewicht)
| Platz | Land        | Sportler          |
| ----- | ----------- | ----------------- |
| 1     | Bulgarien   | Nikola Dinew      |
| 2     | Ungarn      | József Nagy       |
| 3     | Sowjetunion | Jewgeni Artjuchin |
| 4     | Rumänien    | Roman Codreanu    |
| 5     | Jugoslawien | Prvoslav Ilić     |
| 6     | Italien     | Antonio Lapenna   |

Titelverteidiger: Nikola Dinew, Bulgarien

### Medaillenspiegel
| Rang | Land         | Gold | Silber | Bronze |
| ---- | ------------ | ---- | ------ | ------ |
| 1    | Bulgarien    | 5    | 1      | 0      |
| 2    | Sowjetunion  | 3    | 2      | 4      |
| 3    | Ungarn       | 2    | 2      | 1      |
| 4    | Rumänien     | 0    | 2      | 2      |
|      | Polen        | 0    | 2      | 2      |
| 6    | Griechenland | 0    | 1      | 0      |
| 7    | Finnland     | 0    | 0      | 1      |

## Freistil, Männer

### Ergebnisse

#### Kategorie bis 48 kg (Papiergewicht)
| Platz | Land                            | Sportler             |
| ----- | ------------------------------- | -------------------- |
| 1     | Bulgarien                       | Ali Mechmedow        |
| 2     | Ungarn                          | László Bíró          |
| 3     | Polen                           | Jan Falandys         |
| 4     | Rumänien                        | Nicu Hincu           |
| 5     | Sowjetunion                     | Sergei Karamtschakow |
| 6     | Deutsche Demokratische Republik | Gerald Pfister       |

Titelverteidiger: László Bíró, Ungarn

#### Kategorie bis 52 kg (Fliegengewicht)
| Platz | Land        | Sportler          |
| ----- | ----------- | ----------------- |
| 1     | Bulgarien   | Walentin Jordanow |
| 2     | Jugoslawien | Šaban Trstena     |
| 3     | Polen       | Władysław Stecyk  |
| 4     | Türkei      | Aslan Seyhanlı    |
| 5     | Ungarn      | Lajos Szabó       |
| 6     | Schweiz     | Erwin Mühlemann   |

Titelverteidiger: Walentin Jordanow, Bulgarien

#### Kategorie bis 57 kg (Bantamgewicht)
| Platz | Land                            | Sportler          |
| ----- | ------------------------------- | ----------------- |
| 1     | Bulgarien                       | Stefan Iwanow     |
| 2     | Sowjetunion                     | Ruslan Karajew    |
| 3     | Tschechoslowakei                | Jozef Schwendtner |
| 4     | Ungarn                          | Imre Szalontai    |
| 5     | Deutsche Demokratische Republik | Bernd Bobrich     |
| 6     | Türkei                          | Aker              |

Titelverteidiger: Sergei Beloglasow, UdSSR

#### Kategorie bis 62 kg (Federgewicht)
| Platz | Land        | Sportler         |
| ----- | ----------- | ---------------- |
| 1     | Bulgarien   | Simeon Schterew  |
| 2     | Sowjetunion | Grigorjew        |
| 3     | Ungarn      | József Orbán     |
| 4     | Polen       | Marian Skubacz   |
| 5     | Italien     | Antonio La Bruna |
| 6     | Frankreich  | Gerard Santoro   |

Titelverteidiger: Simeon Schterew, Bulgarien

#### Kategorie bis 68 kg (Leichtgewicht)
| Platz | Land             | Sportler         |
| ----- | ---------------- | ---------------- |
| 1     | Bulgarien        | Kamen Penew      |
| 2     | Türkei           | Fevzi Şeker      |
| 3     | Sowjetunion      | Gigauri          |
| 4     | Tschechoslowakei | Wilam Hoensch    |
| 5     | Ungarn           | Zoltán Szalontai |
| 6     | BR Deutschland   | Erwin Knosp      |

Titelverteidiger: Boris Budajew, UdSSR

#### Kategorie bis 74 kg (Weltergewicht)
| Platz | Land        | Sportler           |
| ----- | ----------- | ------------------ |
| 1     | Jugoslawien | Šaban Sejdi        |
| 2     | Finnland    | Pekka Rauhala      |
| 3     | Sowjetunion | Wladimir Djugutow  |
| 4     | Polen       | Krysztian Rayman   |
| 5     | Türkei      | Burhan Sabancıoğlu |
| 6     | Bulgarien   | Alexander Nanew    |

Titelverteidiger:

#### Kategorie bis 82 kg (Mittelgewicht)
| Platz | Land             | Sportler                |
| ----- | ---------------- | ----------------------- |
| 1     | Türkei           | Reşit Karabacak         |
| 2     | Bulgarien        | Efraim Kamberow         |
| 3     | Sowjetunion      | Giorgi Makassarischwili |
| 4     | Tschechoslowakei | Jozef Lohyňa            |
| 5     | Rumänien         | Gheorghe Fodore         |
| 6     | Griechenland     | Georgios Dermizakis     |

Titelverteidiger: Efraim Kamberow, Bulgarien

#### Kategorie bis 90 kg (Halbschwergewicht)
| Platz | Land                            | Sportler         |
| ----- | ------------------------------- | ---------------- |
| 1     | Sowjetunion                     | Petr Nanijew     |
| 2     | Bulgarien                       | Georgi Jantschew |
| 3     | Deutsche Demokratische Republik | Uwe Neupert      |
| 4     | Rumänien                        | Ion Ivanov       |
| 5     | Polen                           | Jan Gorski       |
| 6     | Ungarn                          | Sándor Kiss      |

Titelverteidiger: Iwan Ginow, Bulgarien

#### Kategorie bis 100 kg (Schwergewicht)
| Platz | Land                            | Sportler          |
| ----- | ------------------------------- | ----------------- |
| 1     | Sowjetunion                     | Magomed Magomedow |
| 2     | Deutsche Demokratische Republik | Roland Gehrke     |
| 3     | Tschechoslowakei                | Julius Strnisko   |
| 4     | Türkei                          | Mehmet Güçlü      |
| 5     | Polen                           | Tomasz Busse      |
| 6     | Ungarn                          | István Robotka    |

Titelverteidiger: Bagrat Chutaba, UdSSR

#### Kategorie über 100 kg (Superschwergewicht)
| Platz | Land                            | Sportler         |
| ----- | ------------------------------- | ---------------- |
| 1     | Ungarn                          | József Balla     |
| 2     | Bulgarien                       | Nikola Slatew    |
| 3     | Sowjetunion                     | Boris Bigajew    |
| 4     | Deutsche Demokratische Republik | Andreas Schröder |
| 5     | Rumänien                        | Janko            |
| 6     | Polen                           | Adam Sandurski   |

Titelverteidiger: Soslan Andijew, UdSSR

### Medaillenspiegel
| Rang | Land                            | Gold | Silber | Bronze |
| ---- | ------------------------------- | ---- | ------ | ------ |
| 1    | Bulgarien                       | 5    | 3      | 0      |
| 2    | Sowjetunion                     | 2    | 2      | 4      |
| 3    | Ungarn                          | 1    | 1      | 1      |
| 4    | Türkei                          | 1    | 1      | 0      |
|      | Jugoslawien                     | 1    | 1      | 0      |
| 6    | Deutsche Demokratische Republik | 0    | 1      | 1      |
| 7    | Finnland                        | 0    | 1      | 0      |
| 8    | Polen                           | 0    | 0      | 2      |
|      | Tschechoslowakei                | 0    | 0      | 2      |

## Quelle
- www.foeldeak.com